# Tok (kulle)
Tok är en kulle i Tjeckien.   Den ligger i regionen Mellersta Böhmen, i den centrala delen av landet, 60 km sydväst om huvudstaden Prag. Toppen på Tok är 870 meter över havet, eller 120 meter över den omgivande terrängen. Bredden vid basen är 5,7 km.
Terrängen runt Tok är huvudsakligen lite kuperad. Runt Tok är det ganska tätbefolkat, med 134 invånare per kvadratkilometer. Närmaste större samhälle är Příbram, 9,8 km öster om Tok. I omgivningarna runt Tok växer i huvudsak barrskog.